# Pero xylonaria
Pero xylonaria là một loài bướm đêm trong họ Geometridae.